# نجم زئبق-منغنيز
نجم زئبق-منغنيز هو آحد أنواع النجوم المتميزة كيميائيا مع خط طيفي بارز نحو 398.4 نانومتر، بسبب امتصاص الزئبق المتأين. هذه النجوم من النمط الطيفي B8 أو B9 أو A0، التي تتناسب مع درجات حرارة السطح بين حوالي 10,000 و 15,000 كلفن، ذات سمتين مميزتين:
- وفرة العناصر في الغلاف الجوي مثل الفوسفور والمنغنيز والغاليوم والسترونتيوم والإتريوم والزركونيوم والبلاتين والزئبق.
- عدم وجود مجال مغناطيسي ثنائي القطب قوي.

ودوارنها بطيء نسبيا، ونتيجة لذلك فإن الغلاف الجوي هادئ نسبيا. ويعتقد، أن بعض أنواع الذرات تغوص تحت تأثير قوة الجاذبية، في حين أن البعض الآخر يرتفع نحو خارج النجم عن طريق الضغط الإشعاعي، مما يجعل الغلاف الجوي غير متجانس.

## قائمة
يتضمن الجدول التالي ألمع النجوم في هذه المجموعة.
| الاسم              | تسمية باير أو فلامستيد | النوع الطيفي | القدر الظاهري |
| ------------------ | ---------------------- | ------------ | ------------- |
| سرة الفرس          | α Andromedae           | B8IVmnp      | 2.06          |
| جناح الغراب الأيمن | γ Corvi A              | B8III        | 2.59          |
| مايا               | 20 Tauri               | B8III        | 3.87          |
|                    | χ السبع                | B9IV         | 3.96          |
| المحلفين           | γ Canis Majoris        | B8II         | 4.10          |
|                    | φ Herculis             | B9mnp        | 4.23          |
|                    | π1 Bootis              | B9p          | 4.91          |
|                    | ι Coronae Borealis     | A0p          | 4.98          |
|                    | كابا السرطان           | B8IIImnp     | 5.24          |
| الدبة الصغرى       | سعد الذابح             | B9.5III/IV   | 6.10          |
|                    | HD 30963               | B9 III       | 7.23          |